# Fossil (település)
Fossil az Amerikai Egyesült Államok északnyugati részén, Oregon állam Wheeler megyéjében, az Oregon Route 19 és 218 kereszteződésében, Spraytől 48 km-re északnyugatra, Condontól pedig 32 km-re délre helyezkedik el, egyben a megye székhelye is. A 2010. évi népszámláláskor 473 lakosa volt. A város területe 2,05 km², melynek 100%-a szárazföld.
A településen keresztülfolyik a John Day-folyóból kiágazó Tanúhegy-patak. Fossiltól 29 km-re nyugatra, a 218-as út mentén fekszik a John Day Fossil Beds National Monument Clarno tájegysége. Autópályán Bend két órányira délnyugatra, Portland pedig három órányira nyugatra helyezkedik el.
A városnak egy általános iskolája (Fossil Grade School) és egy gimnáziuma (Wheeler High School van), amelyek a Fossili Iskolakerület alá tartoznak.

## Történet
A helyi postahivatalt 1876. február 28-án alapították Thomas Benton Hoover Hoover-patak mentén elhelyezkedő farmján; a nevet Hoover a helyszínen talált agyagfosszíliák után választotta. 1881-ben Hoover és Thomas Watson a Butte- és Cottonwood-patakok találkozásánál boltot nyitottak, ami egyben az új postahivatal is lett. Fossil 1891-ben kapott városi rangot; az első polgármester Hoover lett.
Wheeler megye 1899-es megalakulása után az állami törvényhozás Fossilt választotta ideiglenes megyeszékhelyül, majd 1900-ban népszavazást tartottak a végleges helyszín megválasztásához; a voksoláson Fossil 436, Twickenham 267, Spray pedig 82 szavazatot kapott.
A város és a megye első bankját (Steiwer & Carpenter Bank) Winlock W. Steiwer és George S. Carpenter létesítették. A 20. század elején a településen a bankon kívül egy malom, egy kovácsműhely, egy gyógyszertár, egy ékszerüzlet és optikus, egy istálló és három bolt volt. Az 1920-as években tartott chautauqua megbeszélések egyik vendégszónoka William Jennings Bryan korábbi külügyminiszter volt. Néhány évvel később a John Day Valley Coal & Oil Company egy olajkutat fúrt a helyiségben, de ez nem váltotta be a hozzá fűzött reményeket.

## Éghajlat
A melegrekord (43,9 °C) 2003-ban, a hidegrekord (-32,3 °C) pedig 1957-ben dőlt meg.
A Köppen-skála alapján a város éghajlata meleg nyári mediterrán. A legcsapadékosabb a november–december-, a legszárazabb pedig a július–augusztus időszak. A legmelegebb hónap július, a leghidegebb pedig december.
| Hónap                         | Jan.  | Feb.  | Már.  | Ápr.  | Máj. | Jún. | Júl. | Aug. | Szep. | Okt.  | Nov.  | Dec.  | Év    |
| ----------------------------- | ----- | ----- | ----- | ----- | ---- | ---- | ---- | ---- | ----- | ----- | ----- | ----- | ----- |
| Rekord max. hőmérséklet (°C)  | 19,4  | 22,2  | 25,6  | 30,6  | 37,8 | 38,9 | 43,9 | 41,1 | 37,8  | 36,7  | 23,9  | 19,4  | 43,9  |
| Átlagos max. hőmérséklet (°C) | 7,2   | 10,0  | 13,3  | 16,1  | 20,6 | 25,0 | 30,6 | 30,6 | 25,6  | 18,9  | 11,1  | 5,6   | 17,9  |
| Átlaghőmérséklet (°C)         | 3,9   | 5,3   | 7,8   | 10,0  | 13,9 | 17,2 | 20,9 | 20,6 | 16,7  | 11,7  | 6,7   | 2,5   | 11,5  |
| Átlagos min. hőmérséklet (°C) | 0,6   | 0,6   | 2,2   | 3,9   | 6,7  | 9,4  | 11,1 | 10,6 | 7,8   | 4,4   | 2,2   | −0,6  | 4,9   |
| Rekord min. hőmérséklet (°C)  | −32,2 | −30,0 | −16,7 | −11,1 | −9,4 | −3,9 | −3,9 | −2,2 | −7,8  | −36,7 | −26,7 | −31,1 | −36,7 |
| Átl. csapadékmennyiség (mm)   | 37    | 36    | 35    | 38    | 48   | 34   | 13   | 13   | 17    | 34    | 44    | 41    | 390   |
| Forrás: The Weather Channel   |       |       |       |       |      |      |      |      |       |       |       |       |       |

## Népesség

### 2010
A 2010-es népszámláláskor a városnak 473 lakója, 224 háztartása és 124 családja volt. A népsűrűség 230,7 fő/km2. A lakóegységek száma 265, sűrűségük 129,3 db/km2. A lakosok 92,4%-a fehér,  2,7%-a indián, 0,8%-a ázsiai,  0,8%-a egyéb, 3,2%-a pedig kettő vagy több etnikumú. A spanyol vagy latino származásúak aránya 2,3% (2,1% mexikói,   0,2% egyéb spanyol vagy latino származású.)
A háztartások 18,8%-ában élt 18 évnél fiatalabb. 43,3% házas, 9,4% egyedülálló nő, 2,7% egyedülálló férfi, 44,6% pedig nem család. 40,2% egyedül élt; 22,3%-uk 65 éves vagy idősebb. Egy háztartásban átlagosan 2,04 személy élt; a családok átlagmérete 2,75 fő.
A medián életkor 56,1 év volt. A város lakóinak 18,6%-a 18 évesnél fiatalabb, 4,7% 18 és 24 év közötti, 14,2%-uk 25 és 44 év közötti, 30,5%-uk 45 és 64 év közötti, 32,1%-uk pedig 65 éves vagy idősebb. A lakosok 49%-a férfi, 51%-a pedig nő.

### 2000
A 2000-es népszámláláskor  a városnak 469 lakója, 208 háztartása és 129 családja volt. A népsűrűség 228,8 fő/km2. A lakóegységek száma 245, sűrűségük 119,5 db/km2. A lakosok 94,2%-a fehér,  1,3%-a indián, 0,2%-a ázsiai, 0,2%-a a Csendes-óceáni szigetekről származik, 2,1%-a egyéb-, 1,9%-a pedig kettő vagy több etnikumú. A spanyol vagy latino származásúak aránya 3,6% (0,6% mexikói,  0,2% kubai, 2,8% pedig egyéb spanyol/latino származású.)
A háztartások 16,8%-ában élt 18 évnél fiatalabb. 55,8% házas, 4,8% egyedülálló nő; 38% pedig nem család. 33,2% egyedül élt; 16,8%-uk 65 éves vagy idősebb. Egy háztartásban átlagosan 2,18 személy élt; a családok átlagmérete 2,73 fő.
A város lakóinak 18,1%-a 18 évesnél fiatalabb, 3% 18 és 24 év közötti, 17%-uk 25 és 44 év közötti, 32,8%-uk 45 és 64 év közötti, 27,3%-uk pedig 65 éves vagy idősebb. A medián életkor 51,5 év volt. Minden 100 nőre 89,8 férfi jut; a 18 évnél idősebb nőknél ez az arány 91,1.
A háztartások medián bevétele 30 250 amerikai dollár, ez az érték családoknál $37 125. A férfiak medián keresete $29 688, míg a nőké $20 893. A város egy főre jutó bevétele (PCI) $16 236. A családok 12%-a, a teljes népesség 12%-a élt létminimum alatt; a 18 év alattiaknál ez a szám 9,2%, a 65 évnél idősebbeknél pedig 3,3%.

## Művészetek és kultúra

### Évente megrendezett események
Július első hétvégéjén, a törvényszék melletti területen tartják a Wheeler County Bluegrass Festivalt, valamint augusztus második hétvégéjén a település ad otthont a megyei vásárnak és rodeónak. Az Amerikai Motorosok az Oktatás Mellett (ABATE) májusonként már több évtizede rendez ralit. A közeli Kinzua szellemváros hat lyukú golfpályáján évente bajnokságot rendeznek.

### Múzeumok és egyéb látnivalók
A Wheeler High School mögött található Oregon egyetlen fosszília-lelőhelye. A terep 1949–1950 körüli felfedezésétől 2005-ig a területre bárki ingyenesen beléphetett, majd egy látogatóközpontot építettek, valamint háromdolláros belépődíjat állapítottak meg, melynek fejében mindenki három darab mintát vihetett haza. A díjat 2011-ben öt dollárra emelték.
A megyei törvényszék mellett található az Oregoni Paleontológiai Intézet (OPLI) székháza és kiállítóterme. A nonprofit szervezet kirándulásokat, sétákat és a környék földrajzához kapcsolódó műhely-foglalkozásokat szervez.

## Híres személyek
- Bill Bowerman – edző, a Nike alapítója[25]
- Earl C. Latourette – a Legfelsőbb Bíróság 32. elnöke[26]

## Fordítás
Ez a szócikk részben vagy egészben  a   Fossil, Oregon című angol Wikipédia-szócikk ezen változatának fordításán alapul.  Az eredeti cikk szerkesztőit annak laptörténete sorolja fel. Ez a jelzés csupán a megfogalmazás eredetét és a szerzői jogokat jelzi, nem szolgál a cikkben szereplő információk forrásmegjelöléseként.